# 蝦野市
蝦野市（日语：／ Ebino shi */?）是位于日本宮崎縣西南部的城市，與熊本縣和鹿兒島縣接壤，以被列入霧島屋久國立公園範圍的蝦野高原而聞名。

## 历史

### 年表
- 1889年5月1日：實施町村制，現在的轄區在當時分屬西諸縣郡飯野村、加久藤村、真幸村。[3]
- 1940年4月3日：飯野村改制為飯野町。
- 1950年4月1日：真幸村改制為真幸町。
- 1955年2月11日：加久藤村改制為加久藤町。
- 1966年11月3日：飯野町、加久藤町、真幸町合併為蝦野町。
- 1970年12月1日：蝦野町改制為蝦野市。

| 1889年以前 | 1889年5月1日 | 1889年 - 1944年           | 1945年 - 1954年              | 1955年 - 1969年            | 1970年 - 1989年            | 1989年 - 現在              | 現在                       |
| ---------- | ------------ | ------------------------- | ---------------------------- | -------------------------- | -------------------------- | -------------------------- | -------------------------- |
|            | 飯野村       | 1940年4月3日 改制為飯野町 | 1940年4月3日 改制為飯野町    | 1966年11月3日 合併為蝦野町 | 1970年12月1日 改制為蝦野市 | 1970年12月1日 改制為蝦野市 | 1970年12月1日 改制為蝦野市 |
|            | 真幸村       | 真幸村                    | 1940年4月1日 改制為真幸町    | 1966年11月3日 合併為蝦野町 | 1970年12月1日 改制為蝦野市 | 1970年12月1日 改制為蝦野市 | 1970年12月1日 改制為蝦野市 |
|            | 加久藤村     | 加久藤村                  | 1955年2月11日 改制為加久藤町 | 1966年11月3日 合併為蝦野町 | 1970年12月1日 改制為蝦野市 | 1970年12月1日 改制為蝦野市 | 1970年12月1日 改制為蝦野市 |

## 交通

### 鐵路
- 九州旅客鐵道
  - 吉都線： 京町溫泉站 - 蝦野站 - 蝦野上江站 - 蝦野飯野站
  - 肥薩線： 真幸站

### 道路
高速道路
- 九州自動車道：蝦野休息區 - 蝦野交流道 - 蝦野系統交流道
- 宮崎自動車道：蝦野系統交流道

## 觀光資源

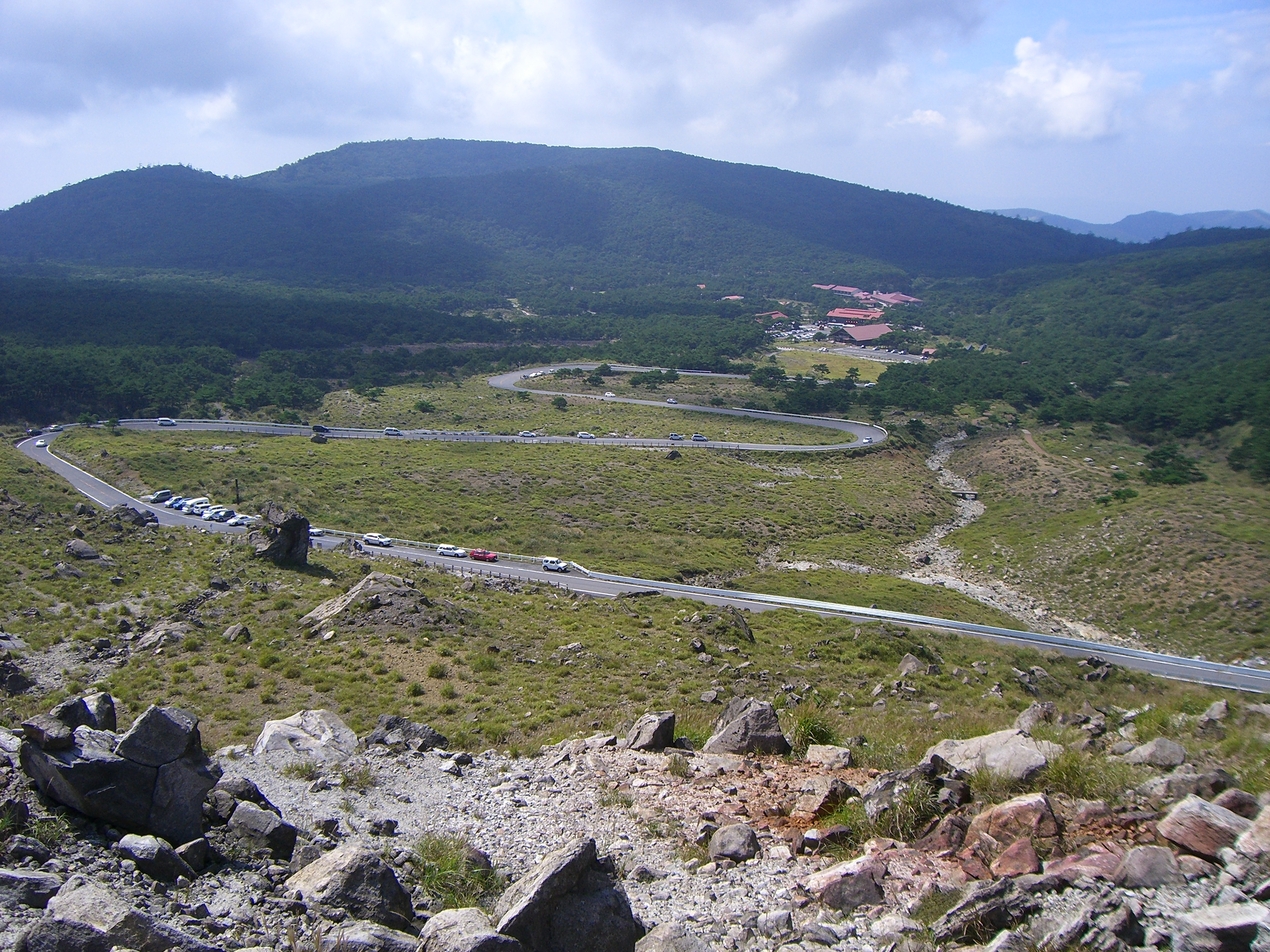
蝦野高原

### 景點
- 蝦野高原
- 矢岳高原
- 狗留孫峽
- 京町溫泉
- 吉田溫泉
- 白鳥溫泉
- 白鳥神社
- 金松法然
- 木崎原古戰場：島津氏與伊東氏間戰爭的地點
- 飯野城遺跡

### 祭典活動
- 韓國岳開山：每年4月第2個星期日
- 牛越祭：每年7月28日
- 京町溫泉夏祭：每年7月下旬
- 南方神社大祭大太鼓舞：每年8月最後一個星期日
- 京町二日市：每年2月第一個星期六、日
- 飯野植木市：每年3月第一個星期六、日

## 教育

### 高等學校
公立
- 宮崎縣立飯野高等學校

私立
- 蝦野高原國際高等學校

### 專門學校
- 蝦野高原國際專門學校

## 本地出身之名人
- 銀色夏生：詩人
- 松形祐堯：前宮崎縣知事
- 黑木和雄：電影導演
- 片平夏貴：藝人、東國原英夫的前妻

## 外部連結
- （日語） 蝦野市商工会 （页面存档备份，存于）
- （日語） 蝦野市農業協同組合 （页面存档备份，存于）